# Ageratina
Ageratina es un género de hierbas anuales y arbustos de la familia (Asteraceae). Comprende 364 especies descritas y solo 334 aceptadas.

## Distribución y hábitat
Estas plantas crecen en las regiones templadas y tropicales de América. Dos especies. A. adenophora y A. riparia han sido consideradas plantas invasoras en algunas partes de Asia, Oceanía y África.

## Descripción
Son hierbas perennes o arbustos. Hojas mayormente opuestas, pecioloadas, de forma elíptica a triangular, de margen entera, dentada o aserrada. Sinflorescencias en corimbos laxos o densos. Involucro formado por cerca de 30 filarias eximbriciadas o débilmente subimbricadas, en 2-3 series. Receptáculo convexo. Capítulos formados por entre 10 a 60 flores. Corolas blancas o lavandas, campanuladas o estrechamente infundibuliformes (con forma de embudo). Anteras con collar cilíndrico, apéndice de la antera ovado-elíptico. Ramas del estilo lineares, densamente papilosas. Aquenios con 5 costillas, setulíferos o glandulíferos, carpopodio simétrico. Vilano de cerca de 5-40 cerdas escábridas.

## Taxonomía
El género fue descrito por Edouard Spach y publicado en Histoire Naturelle des Végétaux. Phanérogames 10: 286–287, en 1841.

#### Etimología
Ageratina: nombre genérico que deriva de la palabra griega: ageratos o ageraton que significa "que no envejece", en alusión a las flores que conservan su color por mucho tiempo.
El género se encuentra dividido en 5 subgéneros:
- Ageratina
- Apoda
- Andinia
- Klatiella
- Neogreenella

## Especies seleccionadas
- Ageratina adenophora
- Ageratina altissima
- Ageratina aromatica
- Ageratina azangaroensis
- Ageratina deltoidea (Jacq.) R.M.King & H.Rob.[8] - xolochichitl de México[9]
- Ageratina glechonophylla (Less.) R.M.King & H.Rob.[8] - barba de viejo[9]
- Ageratina havanensis
- Ageratina herbacea
- Ageratina heterophylla
- Ageratina jucunda
- Ageratina lemmonii
- Ageratina luciae brauniae
- Ageratina macbridei
- Ageratina occidentalis
- Ageratina paupercula
- Ageratina pseudochilca
- Ageratina resiniflua
- Ageratina riparia
- Ageratina rothrockii
- Ageratina shastensis
- Ageratina wrightii[10]